# Дьюла Сакс
Дьюла Сакс (угор. Sax Gyula, 18 червня 1951, Будапешт — 25 січня 2014) — угорський шахіст, суддя міжнародного класу (Міжнародний арбітр) від 1995 року, гросмейстер від 1974 року.

## Шахова кар'єра
Від середини 1970-х до першої половини 1990-х років належав до числа провідних угорських шахістів, а також до розширеної світової еліти. Першого успіху досягнув 1972 року, ставши в Гронінгені чемпіоном Європи серед юнаків до 18 років. За це досягнення був удостоєний звання міжнародного майстра, два роки по тому став гросмейстером.
У своїй кар'єрі переміг або поділив 1-ше місце на турнірах які проходили, зокрема, в таких містах як Реджо-Емілія (1973/74), Загреб (1975), Вінковці (1976), Лас-Пальмас (1978), Амстердам (1979, турнір IBM, а також 1983), Вршац (1981, меморіал Борислава Костіча), Смедеревська-Паланка (1982), Марибор (1996, меморіал Васі Пірца), Блед (1999), Братто (2003), Егер (2004), Балатонлель (2004), Гаркань (2005), а також Залакарош (2006).
Неодноразово брав участь у міжзональних турнірах, двічі квіліфікувавшись до претендентських матчів. Однак у них ніколи не проходив до другого раунду. 1987 року переміг у Суботиці (рік по тому програв у Сент-Джоні 1½ — 3½ Найджелові Шорту). 1990 року в Манілі посів 5-те місце (наступного року поступився у Вейк-ан-Зеє 4½ — 5½ Вікторові Корчному).
У 1972—2000 роках десять разів узяв участь у шахових олімпіадах, найвищого успіху досягнув у 1978 році в Буенос-Айрес, де угорці здобули золоту медаль. У своєму олімпійському доробку має також дві срібні медалі (у 1972 і 1980 роках), а також бронзову 1978 року (в особистому заліку на 3-й шахівниці). Дворазовий медаліст командного чемпіонату світу, який відбувся 1985 року в Люцерні (золото у особистому заліку на 3-й шахівниці і срібло у командному заліку). П'ятиразовий медаліст командних чемпіонатів Європи: золотий (в особистому заліку 8-й шахівниці 1973 року), двічі срібний (у командному заліку в 1977 i 1980 роках), а також двічі бронзовий (у командному заліку в 1973 i 1983 роках).
Найвищий рейтинг Ело в кар'єрі мав станом на 1 січня 1988 року, досягнувши 2610 пунктів ділив тоді 15-17-е місце в світовій класифікації ФІДЕ, водночас ділив 2-3-тє місце (позаду Золтана Ріблі, разом з Лайошем Портішом) серед угорських шахістів.

## Зміни рейтингу
| На цьому місці має відображатися графік чи діаграма, однак з технічних причин його відображення наразі вимкнено. Будь ласка, не видаляйте код, який викликає це повідомлення. Розробники вже працюють для того, щоби відновити штатне функціонування цього графіка або діаграми. | |
| | На цьому місці має відображатися графік чи діаграма, однак з технічних причин його відображення наразі вимкнено. Будь ласка, не видаляйте код, який викликає це повідомлення. Розробники вже працюють для того, щоби відновити штатне функціонування цього графіка або діаграми. |